# Charles Magill Conrad
Charles Magill Conrad (Winchester, 1804. december 24. – New Orleans, 1878. február 11.) az Amerikai Egyesült Államok szenátora (Louisiana, 1842–1843).